# 2000年9月逝世人物列表
2000年逝世人物列表：1月 - 2月 - 3月 - 4月 - 5月 - 6月 - 7月 - 8月 - 9月 - 10月 - 11月 - 12月
2000年9月逝世人物列表，是用於匯總2000年9月期間逝世人物的列表。

## 依日期排序

### 1日
- 奧拉維·阿霍寧，77歲，芬蘭電影演員和喜劇演員。[1]
- 芭芭拉·布魯克，92歲，英國政治家。[2]
- P. P. Ummer Koya，78歲，印度政治家，甘地人，自由鬥士和教育家。
- 佛蘭克林·P·彼得森，70歲，美國數學家，死於中風。
- 格裡·沙利文，57歲，澳大利亞政治家。[3]

### 2日
- 維森特·阿森西（Vicente Asensi），81歲，西班牙足球運動員。[4]
- 伊沙克·布克斯（Ishaq Bux），83歲，印度演員。
- 海因茨·哈梅爾，94歲，二戰期間的德國黨衛軍將軍。
- Jean Speegle Howard，73歲，美國女演員，呼吸系統疾病，死於心肌病。[5]
- 埃爾維拉·桑切斯，95歲，美國舞蹈家。[6]
- 柯特·西奧德馬克，98歲，德裔美國小說家和編劇，死於癌症。[7]
- 根納季·斯米爾諾夫，45歲，俄羅斯足球運動員。[8]
- 奧黛麗·懷斯，68歲，英國政治家。[9]

### 3日
- 阿薩夫·阿卜杜拉赫曼諾夫，81歲，蘇聯海軍軍官，二戰期間的戰爭英雄。
- 愛德華·安哈爾特，86歲，美國編劇，奧斯卡獎得主（1951年），死於癌症。[10]
- 克洛多米羅·科爾托尼（Clodomiro Cortoni），77歲，阿根廷自行車手。[11]
- Oldřich Daněk，73歲，捷克劇作家、作家、導演和編劇。[12]
- R.H.哈裡斯，84歲，美國福音歌手（Soul Stirrers）。[13]
- 傑克·西蒙斯，85歲，英國交通歷史學家。[14]
- 克萊德·蘇克福思，98歲，美國棒球運動員。[15]
- Indriði Guðmundur Þorsteinsson，74歲，冰島作家。
- 沃爾特·斯坦奇菲爾德，81歲，美國動畫師。

### 4日
- 奧古斯托·巴爾加斯·阿爾薩莫拉，77歲，羅馬天主教會秘魯主教。[16]
- 約翰·貝思，86歲，英國外交官。[17]
- 大衛·布朗，53歲，美國低音吉他手（桑塔納），死於腎衰竭。
- Jack Fjeldstad，85歲，挪威演員和舞臺製作人。
- Pinky May，89歲，美國棒球運動員。[18]
- 米哈伊·邁耶，66歲，匈牙利水球運動員，1964年奧運會冠軍。[19]
- 穆克里，78歲，印度電影演員，死於心臟病發。
- Gilles Potvin，76歲，加拿大音樂評論家和音樂歷史學家。[20]
- 安東尼奧·魯伯蒂，73歲，義大利政治家和工程師。[21]
- 瑪麗·謝潑德，90歲，英國兒童讀物插畫家。[22]

### 5日
- 瑪格麗特·安德魯，92歲，美國實驗工程師。[23]
- Carlo M. Cipolla，78歲，義大利經濟史學家。[24]
- 羅伊·弗雷德里克斯，57歲，西印度板球運動員，死於癌症。[25]
- 喬治·穆索，90歲，美式橄欖球運動員，職業橄欖球名人堂成員。[26]
- Palle Nielsen，80歲，丹麥插畫家和平面藝術家。[27]

### 6日
- David E. Bell，81歲，美國公務員，美國管理和預算辦公室主任（1961-1962）。[28]
- 羅伯特·琳賽，95歲，出生於英國的澳大利亞政治家。
- 阿卜杜勒·哈裡斯·納蘇蒂翁（Abdul Haris Nasution），81歲，印尼將軍和政治家，腦血管疾病。[29]
- 尼諾·拉米什維利，90歲，蘇聯和喬治亞芭蕾舞演員和編舞家。
- Fritz Ruchay，90歲，德國足球運動員和經理。[30]
- 尤爾根·舒茨，49歲，東德賽車手。[31]
- 伊日·索瓦克，79歲，捷克演員。[32]
- Kees van Aelst，83歲，荷蘭水球運動員和奧運選手（1936年夏季奧運會）。[33]
- 羅傑·維里，88歲，波蘭賽艇運動員。[34]
- 德斯蒙德·威爾科克斯，69歲，英國記者和電視製片人，死於心臟病發。

### 7日
- 布魯斯·金格爾（Bruce Gyngell），71歲，澳大利亞電視台高管，癌症相關疾病。[35]
- 艾伊尔·尼尔森（Eigil Nielsen），81歲，丹麥業餘足球守門員和奧運獎牌得主。[36]
- 吉安·路易吉·波利多羅（Gian Luigi Polidoro），73歲，義大利電影導演和編劇。
- 維塔利·波波維奇（Vitaliy Popovich），37歲，烏克蘭競走運動員，自殺。
- 亞歷山大·斯基巴（Aleksander Skiba），55歲，波蘭排球運動員和教練。
- 尼克·特雷馬克（Nick Tremark），87歲，美國棒球運動員。[37]

### 8日
- Yves Gaucher，66歲，加拿大抽象畫家和版畫家。[38]
- 奧托·卡塔魯斯·林德，79歲，丹麥抵抗戰士和將軍。[39]
- 卡洛斯·卡斯蒂略·佩拉薩，53歲，墨西哥政治家，死於心臟病發。[40]
- 勞爾·魯利安，94歲，巴西演員、歌手和電影導演。

### 9日
- 朱利安·克裡奇利，69歲，英國政治家。[41]
- 赫伯特·弗里德曼，84歲，美國物理學家和天文學家，死於癌症。[42]
- 查克·福爾摩斯，55歲，美國成人電影製片人，商人和慈善家，死於愛滋病相關併發症。
- Veerasamy Ringadoo，79歲，模里西斯政治家、部長兼模里西斯總督。
- 彼得·羅賓遜，78歲，英格蘭足球運動員。
- 羅伯特·S·史蒂文斯，美國政治家和法學家。[43]
- 比爾·沃丁頓，84歲，英國音樂廳表演者，演員和喜劇演員，死於帕金森病。

### 10日
- Jakie Astor，82歲，英國政治家和運動員。[44]
- Zaib-un-Nissa Hamidullah，81歲，巴基斯坦作家和記者。[45]
- 詹·孔诺雍，91歲，泰國八戒女。
- 威廉·尼倫伯格，81歲，美國物理學家，曼哈頓計劃成員，死於癌症。[46]
- 萊斯特·諾維羅斯，91歲，美國藝術家和動畫師。
- Ben Wicks，73歲，英裔加拿大漫畫家、插畫家和作家，死於癌症。[47]

### 11日
- 赫伯特·H·貝特曼，72歲，美國政治家，死於癌症。[48]
- 彼得·布朗，76歲，澳大利亞政治家。
- 喬·戴爾，79歲，英格蘭足球運動員。
- 菲力浦·費爾，80歲，奧地利藝術家和藝術史學家。[49]
- 咸興哲，69歲，韓國足球運動員和經理。
- 馬丁·詹姆斯·蒙蒂，78歲，美國陸軍空軍飛行員。
- 威廉·威爾遜·奎因，92歲，美國陸軍軍官。[50]
- 喬·斯庫比茲，94歲，美國政治家。[51]

### 12日
- 胡安·伊瓦涅斯·迪斯-古鐵雷斯，62歲，墨西哥演員、電影導演、製片人和作家。
- 康拉德·库尧，62歲，德國插畫家和偽造者，死於癌症。[52]
- 加里·奧爾森，42歲，英國演員，死於癌症。[53]
- 阿爾弗雷多·帕索蒂，75歲，義大利公路自行車賽車手。[54]
- 斯坦利·特倫廷，66歲，美國爵士男高音薩克斯手。[55]

### 13日
- Jānis Gilis，57歲，蘇聯和拉脫維亞足球運動員。
- 貝蒂·傑弗里，92歲，澳大利亞作家。
- 霍華德·詹森，89歲，英國政治家。
- 羅爾夫·考卡，83歲，德國漫畫家。
- Jerzy Lipiński，91歲，波蘭自行車賽車手。[56]
- 杜安·斯旺森，87歲，美國籃球運動員。[57]
- 佩德羅·莫拉萊斯·托雷斯，68歲，智利足球經理。

### 14日
- 喬治·克裡斯托弗，92歲，希臘裔美國政治家。[58]
- 耶日·盖德罗伊茨，94歲，波蘭作家和政治活動家。[59]
- Jean Halain，80歲，法國電影編劇。
- 弗雷德里克·埃羅爾，86歲，英國政治家。[60]
- 成克杰，66歲，中國政府官員，注射死刑。
- 伊戈爾·盧日科夫斯基，62歲，俄羅斯游泳運動員和奧運選手。
- 喬治·米亞特，86歲，美國棒球運動員。[61]
- 比娅·理查兹，80歲，美國女演員，死於肺氣腫。[62]
- 黃順元，85歲，韓國短篇小說家、小說家、詩人。

### 15日
- David Flusser，83歲，以色列早期基督教教授。[63]
- 詹妮弗·甘，62歲，美國女演員。
- 喬治·卡納赫勒（George Kanahele），70歲，美國夏威夷原住民活動家，歷史學家和作家。[64]
- 弗蘭克·約翰·克爾（Frank John Kerr），82歲，澳大利亞天文學家和物理學家。
- Harmar Nicholls，87歲，英國政治家。[65]
- Jean Yancey，86歲，美國企業家和勵志演說家，死於心臟衰竭。

### 16日
- 伊萬·亞歷山德魯，58歲，羅馬尼亞詩人、散文家和政治家。
- M. H. M. Ashraff，51歲，斯裡蘭卡律師和政治家，死於直升機墜毀意外。
- 多麗·布倫納，53歲，美國女演員。[66]
- 約翰·佩爾科維奇，76歲，美國棒球運動員。[67]
- 亞歷山德拉·彼得洛娃，19歲，俄羅斯模特和選美選手，被謀殺。
- Dharma Vira，94歲，印度政治家。[68]

### 17日
- 海絲特·伯頓，86歲，英國兒童作家。
- 克魯茲·馬丁內斯·埃斯特魯埃拉斯，68歲，西班牙政治家。
- Heorhii Gongadze，31歲，喬治亞-烏克蘭記者和電影導演，被殺。[69]
- Armand Mestral，82歲，法國演員和歌手。[70]
- 妮可·萊因哈特，24歲，美國自行車運動員，死於自行車事故。[71]
- Dem Rădulescu，68歲，羅馬尼亞演員，死於心臟病發。[72]
- 奇科·薩爾蒙，59歲，巴拿馬棒球運動員。[73]
- 亨利·T·韋恩斯坦，76歲，美國電影製片人。[74]
- 保拉·耶茨，41歲，英國電視節目主持人和記者，吸毒過量而死。[75]

### 18日
- 格萊德·巴特勒（Glyde Butler），68歲，澳大利亞政治家。
- 吉伯特·卡彭蒂埃（Gilbert Carpentier），80歲，法國電視節目製片人。
- 托尼·格拉博斯基（Tony Graboski），84歲，加拿大冰球運動員。[76]
- 道恩·蘭利·西蒙斯（Dawn Langley Simmons），77歲，英國作家和傳記作家，帕金森病。[77]
- 陈月芳，37歲，中國籃球運動員，奧運獎牌得主。[78]

### 19日
- 約瑟夫·埃佩斯·布朗，80歲，美國原住民傳統學者。[79]
- 安·多蘭，89歲，美國角色女演員。[80]
- Fulvio Mingozzi，74歲，義大利演員。
- 卡爾·羅巴奇，70歲，奧地利棋手和植物學家，死於癌症。
- 格洛麗亞·塔爾博特，69歲，美國女演員，死於腎衰竭。[81]

### 20日
- 多蘿西·埃米特，95歲，英國哲學家和學者。[82]
- 莫娜·摩爾，83歲，英國畫家和插畫家。
- Jeanloup Sieff，66歲，法國攝影師，死於癌症。[83]
- 斯坦尼斯拉夫·斯特拉蒂耶夫，59歲，保加利亞劇作家。
- 戈尔曼·季托夫，65歲，蘇聯宇航員，死於心臟衰竭。[84]

### 21日
- 羅伯特·賴特·坎貝爾，73歲，美國作家和編劇。[85]
- 雅克·弗林，85歲，加拿大律師和政治家。
- Bengt Hambraeus，72歲，瑞典裔加拿大管風琴家、作曲家和音樂學家。[86]
- 伊斯干達·哈特洛尼（Iskandar Khatloni），45歲，塔吉克作家和記者，被謀殺。
- 奧格尼恩·彼得羅維奇，52歲，塞爾維亞守門員。[87]
- 弗雷德里克·西曼，94歲，印度曲棍球運動員和奧運冠軍。[88]
- 第六代薩瑟蘭公爵約翰·埃格頓，85歲，英國貴族。[89]

### 22日
- 耶胡达·阿米亥（Yehuda Amichai），76歲，以色列詩人，癌症。[90]
- 威利·庫克（Willie Cook），76歲，美國爵士小號手。[91]
- 文森佐·法吉奧洛（Vincenzo Fagiolo），82歲，義大利羅馬天主教樞機主教。[92]
- Dov Feigin，93歲，以色列雕塑家。
- 阿列克謝·科斯特裡金，71歲，俄羅斯數學家。
- 邁克·尼克鬆，88歲，美式橄欖球運動員，教練和球探。[93]
- 安東尼·裡德，87歲，英國陸軍上將。
- 坂井三郎，84歲，二戰期間的日本飛行王牌，心臟病發作。[94]
- 比爾·薩默斯（Bill Sommers），77歲，美國棒球運動員。[95]
- 奧托·瓦爾佐費爾（Otto Walzhofer），74歲，奧地利足球運動員和教練。

### 23日
- 漢森·泰勒·道威爾，94歲，加拿大冰球管理員和政治家。
- 工藤榮一，71歲，日本電影導演，死於腦溢血。[96]
- 瓦茨拉夫·米加斯，56歲，捷克國際足球運動員。[97]
- 奧雷利奧·羅德裡格斯，52歲，墨西哥職業棒球大聯盟球員，死於交通事故。[98]
- 卡爾·羅文，75歲，美國政府官員、記者和作家。[99]
- 肯尼·史密斯，76歲，加拿大冰球運動員。[100]

### 24日
- 巴茲爾·伯恩斯坦，75歲，英國社會學家。[101]
- 珍妮絲·比亞拉，97歲，波蘭裔美國藝術家。[102]
- Dorr Bothwell，98歲，美國藝術家和設計師。[103]
- 安東尼·達恩伯勒，86歲，英國電影製片人和導演。
- 馬塞爾·蘭伯特，81歲，加拿大政治家。
- Jean Malléjac，71歲，法國自行車賽車手。[104]
- 斯蒂芬·麥基格，30歲，北愛爾蘭忠誠的准軍事人員，被謀殺。
- 小奧拉西奧·里韋羅，90歲，波多黎各四星上將。[105]

### 25日
- 湯姆·貝克，79歲，英國聖公會牧師。[106]
- 巴斯特·馬瑟尼，44歲，美國籃球運動員。[107]
- 赫貝托·帕迪拉（Heberto Padilla），68歲，古巴詩人，心臟病發作。[108]
- 湯米·賴利（Tommy Reilly），81歲，英國音樂家。[109]
- 伊迪·施密德（Edy Schmid），89歲，瑞士手球運動員和奧運獎牌得主。[110]
- R.S.湯瑪斯，87歲，威爾士詩人。[111]

### 26日
- 涅瓦·阿貝爾森（Neva Abelson），89歲，美國研究醫師（共同發現了Rh血液因數的血液測試）。[112]
- 尼克·法圖爾（Nick Fatool），85歲，美國爵士鼓手。[113]
- Paul Gouyon，89歲，羅馬天主教會的法國紅衣主教。[114]
- 穆罕默德·蘇菲安·穆罕默德·哈希姆（Mohamed Suffian Mohamed Hashim），82歲，馬來西亞法官。
- 羅伯特·拉克斯（Robert Lax），84歲，美國詩人。[115]
- 亞歷山德拉斯·利萊基斯（Aleksandras Lileikis），93歲，二戰期間立陶宛裔美國大屠殺肇事者。
- 理查·穆裡根，67歲，美國演員，死於癌症。[116]
- 巴登鮑威爾，63歲，巴西吉他手，死於肺炎。[117]
- 卡爾·西格曼，91歲，美國詞曲作者。[118]

### 27日
- 約書亞·羅素·錢德蘭，82歲，印度基督教神學家。
- David Jennens，71歲，英國賽艇運動員和奧運選手。[119]
- Sammy Luftspring，84歲，加拿大拳擊手。[120]
- Isaac Oceja，85歲，西班牙足球運動員和教練。
- 弗蘭克·威爾斯，52歲，美國保安，發現了水門事件，死於腦癌。[121]
- 吳連敎，40歲，韓國足球運動員。

### 28日
- 泰德·蓋林（Ted Gehring），71歲，美國演員。
- Peter Gennaro，80歲，美國舞蹈家和編舞家（Annie）。[122]
- V.E.霍華德，88歲，美國牧師和廣播佈道者。[123]
- 邁克·麥凱維特，71歲，美國政治家。[124]
- 羅傑·諾特，91歲，澳大利亞政治家。
- 乃朴·沙拉信，95歲，泰國外交官和政治家。[125]
- 皮埃尔·特鲁多（Pierre Trudeau），80歲，加拿大總理，前列腺癌。[126]

### 29日
- 邁爾斯·弗格森，19歲，加拿大演員，死於交通事故。
- 威廉·弗萊，91歲，澳大利亞政治家。
- 約翰·格蘭特，67歲，英國政治家。[127]
- Lynn Lovenguth，77歲，美國棒球運動員。[128]
- Maningning Miclat，28歲，菲律賓詩人和畫家，自殺身亡。[129]
- 卡洛斯·薩維奇，81歲，墨西哥電影編輯和演員。
- 维多耶·扎尔科维奇，73歲，約古斯拉夫-黑山共產主義政治家。

### 30日
- 西西爾·庫瑪律·博斯（Sisir Kumar Bose），80歲，印度自由鬥士和作家。
- 莉娜·布萊恩斯（Lina Bryans），91歲，澳大利亞現代主義畫家。
- 伊萬·埃斯佩隆，88歲，阿根廷足球運動員和教練。
- 佐兰·戈普切维奇，45歲，南斯拉夫水球運動員（1980年夏季奧運會銀牌得主）。[130]
- 拉格希爾德·蜜雪兒森，89歲，挪威女演員。
- 埃爾諾·帕西林納（Erno Paasilinna），65歲，芬蘭作家和記者，癌症患者。[131]
- 弗雷德·龐廷，93歲，英國商人。[132]
- 鄧尼斯·桑多爾（Dennis Sandole），87歲，美國爵士吉他手、作曲家和音樂教育家。[133]
- 喬·謝里丹（Joe Sheridan），85歲，愛爾蘭政治家。
- 馬里奧·瓦洛塔，82歲，瑞士擊劍運動員和奧運獎牌得主。[134]
- 喬·沃森，48歲，澳大利亞足球運動員，死於肝癌。
- 約瑟夫·韋伯，81歲，美國物理學家，死於淋巴瘤。[135]
- 霍華德·溫斯通，61歲，威爾士拳擊手。[136]